# El almuerzo desnudo
Naked Lunch, en español: El almuerzo desnudo o simplemente Almuerzo desnudo, es una novela del autor estadounidense William S. Burroughs. El libro fue publicado originalmente por la editorial Olympia Press con el título de The Naked Lunch, en París en 1959. Una edición norteamericana a cargo de Grove Press, que apareció en 1962, titulada simplemente Naked Lunch. La editorial Anagrama tiene los derechos de publicación en español desde 1989. La novela fue incluida en la lista de la revista Time de las 100 mejores novelas en inglés de 1923 a 2005. David Cronenberg escribió y dirigió una película homónima, basándose no sólo en la novela, sino también en otros escritos del autor y ciertos episodios de la vida del mismo.

## Introducción
El libro está compuesto por una serie de viñetas vagamente conectadas entre sí. El mismo Burroughs declaró que los capítulos de la novela pueden ser leídos en cualquier orden. Los lectores siguen la narración del adicto William Lee, quien toma diversos alias, desde los Estados Unidos hasta México, pasando por Tánger y una zona imaginaria llamada Interzonas. Las viñetas (que Burroughs llamó Rutinas), están inspiradas en la propia experiencia de Burroughs en cada lugar con drogas como la morfina, cocaína, marihuana y varias más. Era un tema del que escribía con frecuencia. Para descentralizar la trama, Burroughs agregó una serie de sátiras, caricaturas literarias y parodias de varios aspectos de la sociedad actual.
Burroughs aclara en la introducción a su obra que el título le fue sugerido por Jack Kerouac: «Almuerzo desnudo: un instante helado en el que todos ven lo que hay en la punta de sus tenedores».

## Argumento
El almuerzo desnudo es una novela no lineal, por lo que no se puede establecer una trama en toda la extensión de la palabra. Sí se puede, sin embargo, hacer una recapitulación de algunos de los eventos importantes que ocurren en varias viñetas.
El libro comienza con las aventuras de William Lee (bajo el alias de Lee el Agente), que es el álter ego de Burroughs a lo largo del libro, así como en su trabajo anterior, Yonqui. Su viaje comienza en los Estados Unidos, huyendo de la policía y buscando droga para su próxima dosis. A lo largo de la obra, se presentan pasajes en que se narran algunas de sus experiencias, así como los personajes que conoce en su travesía.
El personaje llega a México, donde se le asigna al Dr. Benway, a quien se conoce como el «Total desmoralizador». La historia avanza a una especie de limbo, llamado Freeland en la obra original y República de Libertonia en las traducciones; aquí se introducen nuevos personajes: Clem, Carl y Joselito, entre otros.
La historia continúa pasando por lugares como un Mercado y más tarde, el Hospital en que trabaja el Dr. Benway, donde se muestra como un gran monstruo manipulador de conciencias.
Se muestran, también, las orgías (sobre todo de tipo homosexual) que un personaje, de nombre Hassan organiza en Interzonas.
A lo largo de toda la historia se ridiculiza la sociedad norteamericana posterior a la Segunda Guerra Mundial, burlándose de sus instituciones, su gobierno, sus iglesias y clichés.

## Controversia y recepción
Naked Lunch es considerada la obra fundamental de William S. Burroughs, así como piedra angular de la literatura estadounidense. Extremadamente controvertida y calificada de "obscena", fue prohibida por los juzgados de Boston, debido sobre todo a las escenas de pedofilia y asesinato que el libro planteaba. La sentencia fue anulada en 1966 por la Suprema Corte de Justicia de Massachusetts.